# Annenberg (Adelsgeschlecht)

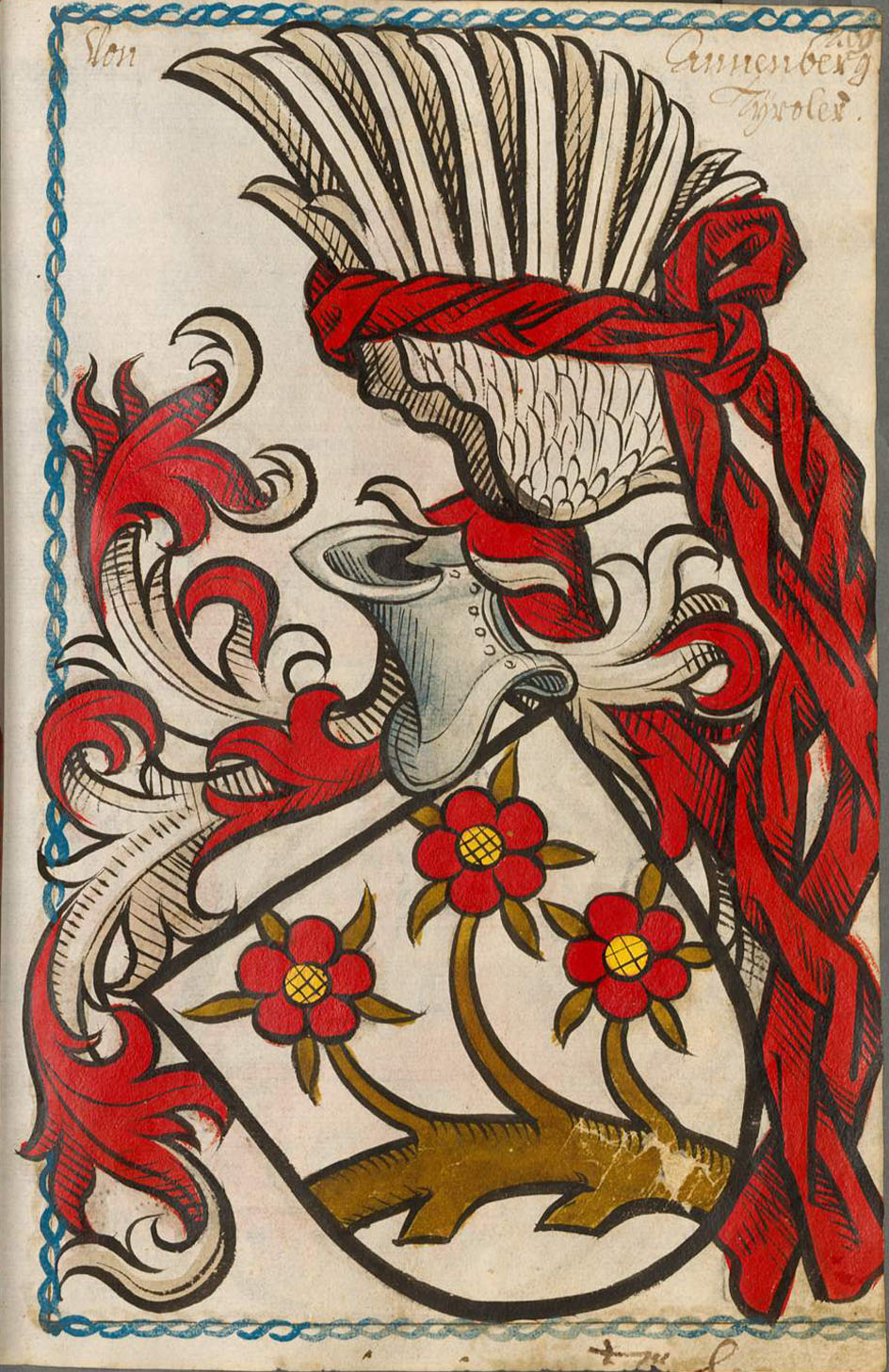
Stammwappen im Scheibler’schen Wappenbuch

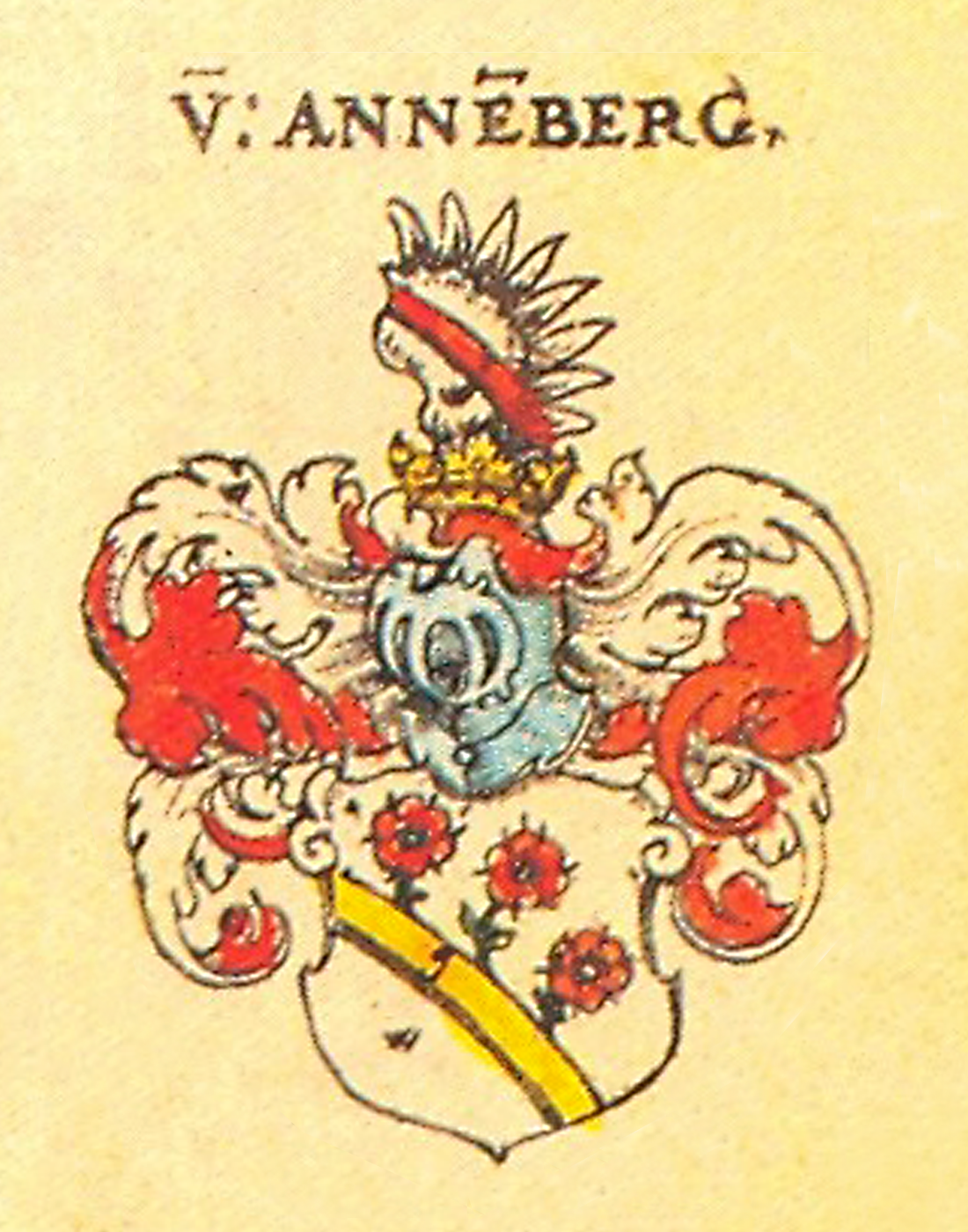
Spiegelverkehrtes Wappen im Siebmacher

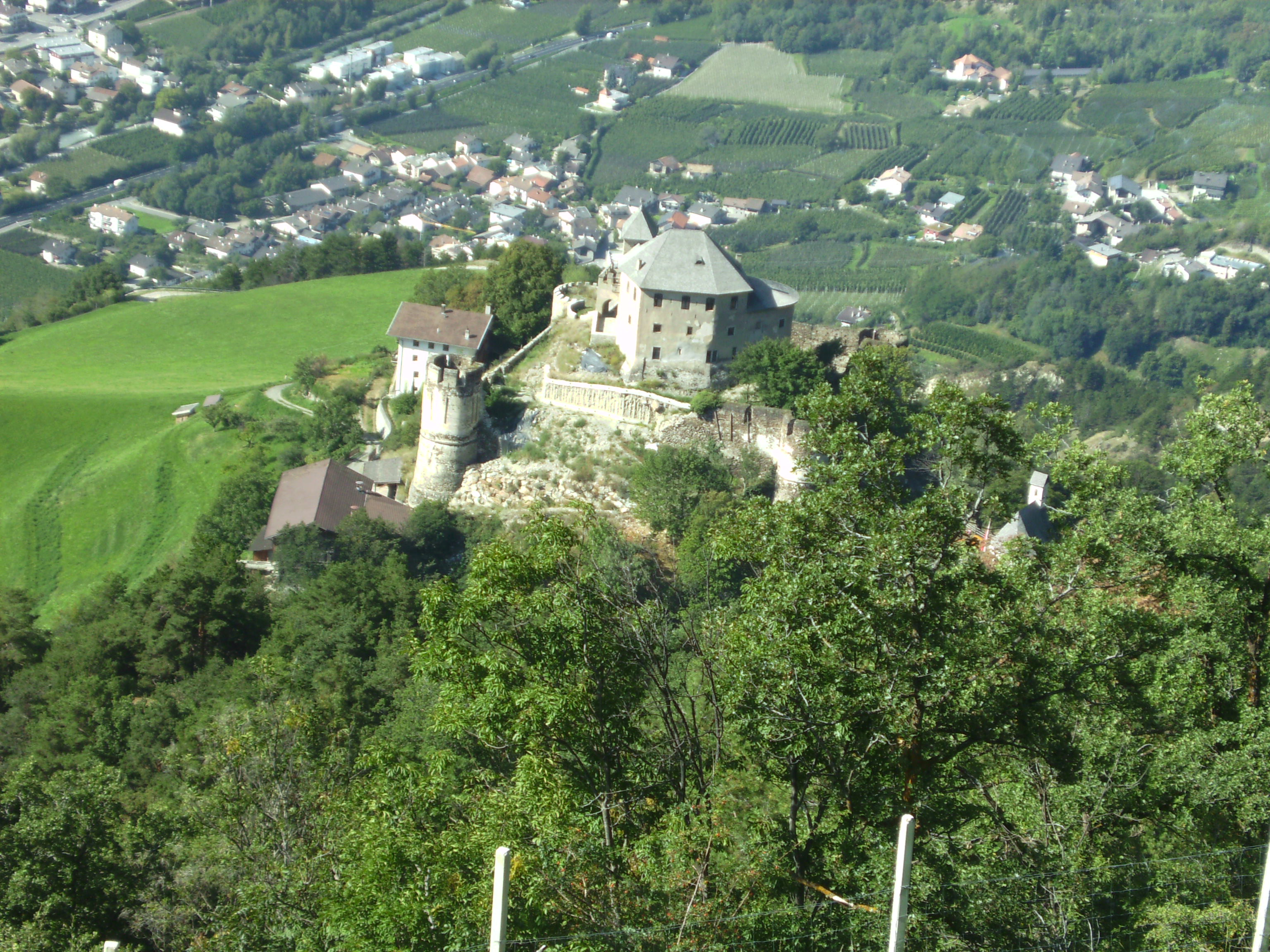
Schloss Annenberg

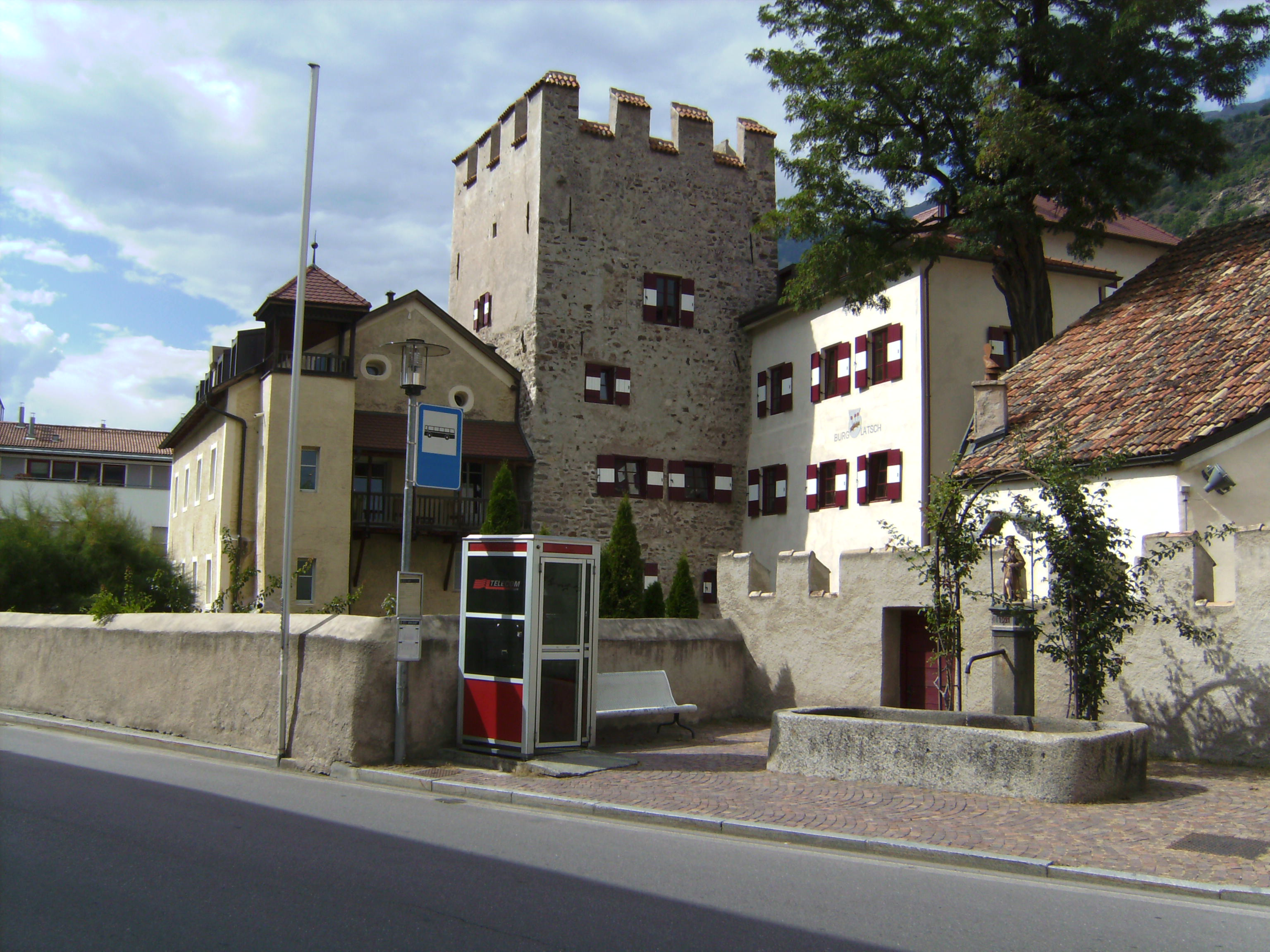
Burg Latsch

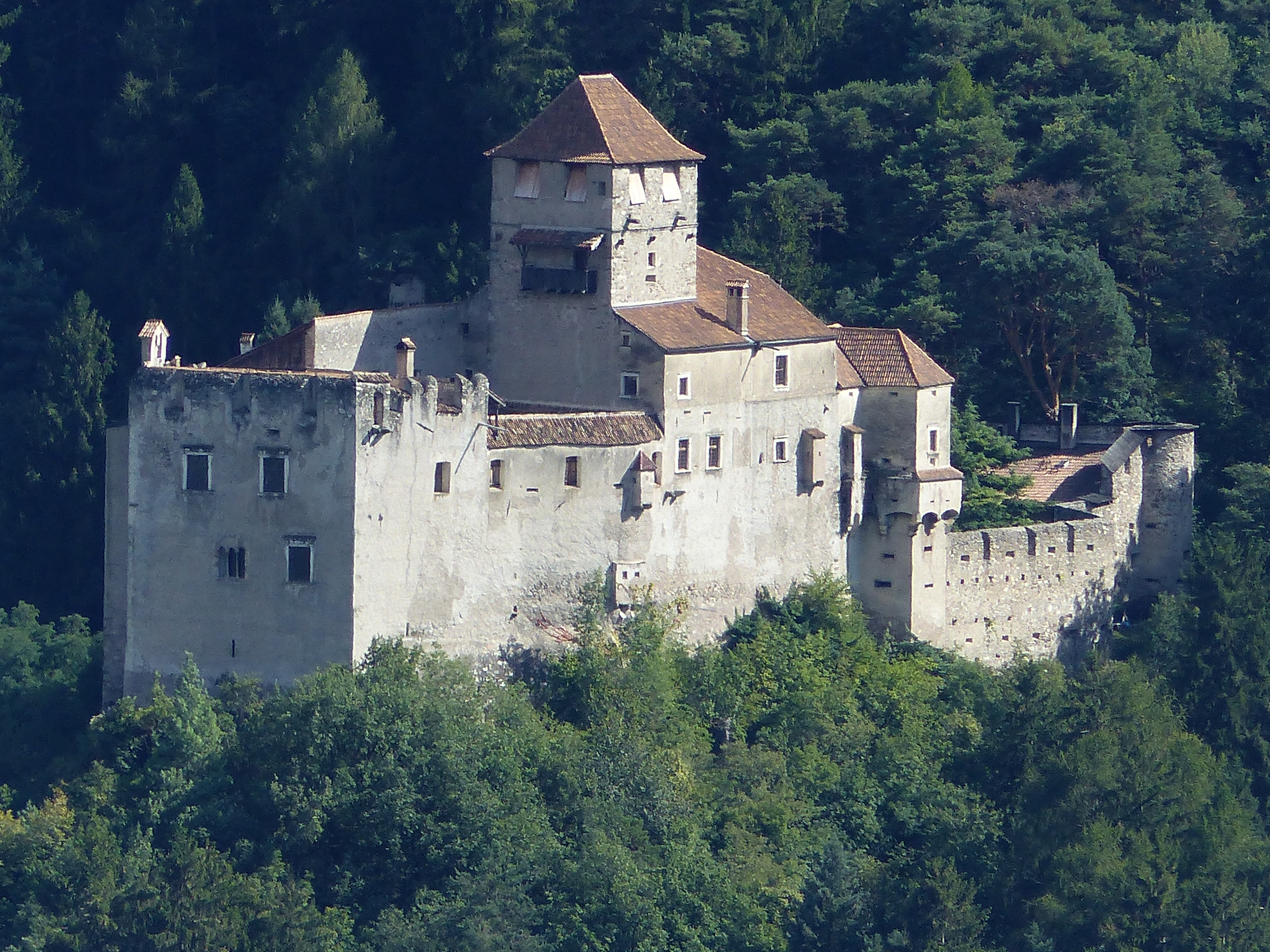
Schloss Dornsberg

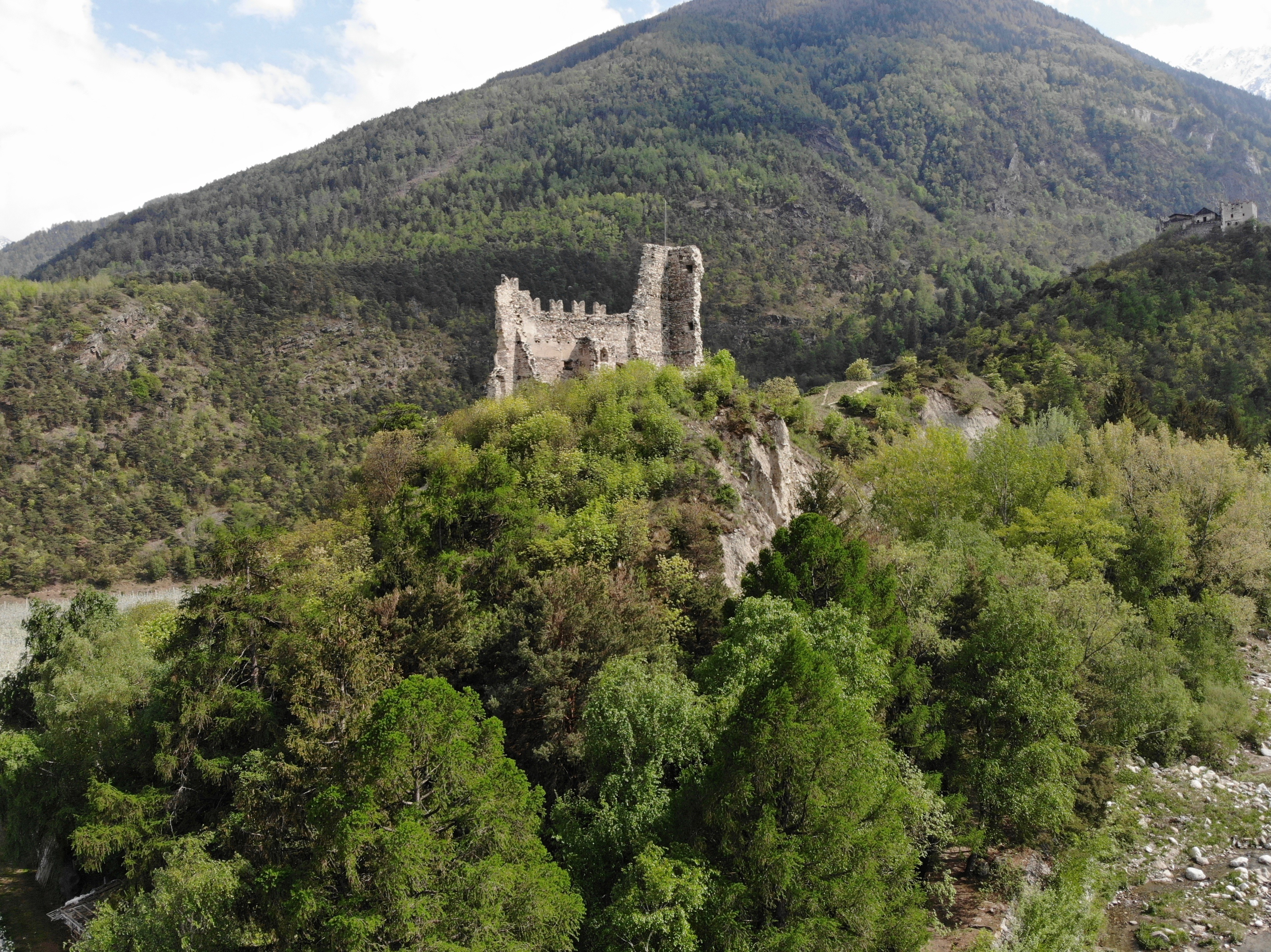
Burg Untermontani

Annenberg war der Name eines einflussreichen Uradelgeschlechts aus der südlichen Grafschaft Tirol, das 1604 in den Freiherren- und 1636 in den Grafenstand erhoben wurde. Die Familie ist 1695 im Mannesstamm erloschen.

## Geschichte

### Bis zum 14. Jahrhundert
Das Geschlecht, eine Seitenlinie der Edlen von Partschins, zählte seit Mitte des 13. Jahrhunderts zu den Dienstmannen der Grafen von Tirol. Der Name des Stammsitzes Schloss Annenberg dürfte sich von einer der Heiligen Anna geweihten Schlosskapelle ableiten. Dass die Familie aus Annaberg in Sachsen stammte, andere Quellen nennen Hessen und Thüringen, und von dort in die Grafschaft Tirol zog, ist nicht belegt. 1165 soll ein Ernst von Annenberg an einem Turnier in Zürich teilgenommen haben. 1270 erscheint Conrad vom Thurm zu Meran („Conradus della Turre de Marano“) aus der Familie der „Tolde von Meran“. Der Stammvater war Heinrich von Annenberg bzw. Heinrich vom Thurm zu Meran und Partschins, 1325 Burggraf auf Schloss Tirol". Am 20. Juni 1318 belehnte ihn König Heinrich, Graf von Tirol, auf Zenoberg, mit der halben Burg Annenberg. 1327 brachte er auch die andere Hälfte vom Vogt von Matsch an sich und nannte sich fortan nach seinem Wohnsitz Annenberg. 1327 gab ihm König Heinrich die Burg Latsch inkl. dem Baumgarten im Vinschgau zum Lehen, 1331 den Zoll zu Nauders, das „Burggesäß zu Lichtenberg“ und 1337 den Turm und das Urbar von Nauders als Tiroler Lehen. Der Familienchronik zufolge stiftete er 1334 das Spital von Latsch, in dem er eine Familiengruft einrichtete. 1347 erwarb Heinrich von Annenberg von Ulrich von Reichenberg und Katharina von Waldeck die Burg Tarantsberg und 1355 das Schloss Nieder-Montani. 1353 übereignete Margarethe von Tirol dem Heinrich von Annenberg Zehnten in Tscherms im Marlinger Gericht. 1362 teilten die Söhne von Heinrich das reiche väterliche Erbe auf, wobei Heinrich II. Annenberg und die Burg Latsch, Hans die Burg Tarantsberg, Anton Nieder-Montani und Conrad Lichtenberg erhielt. 1357 heiratete Conrad von Annenberg, Anna die Tochter von Heinrich von Eschenlohr. 1363 verkaufte Conrad von Annenberg an Heinrich von Rottenburg sechs Höfe in Ulten. Um 1350 veräußere Hans von Annenberg das sogenannte halbe „Camplan-Gut“ in Schenna an Petermann von Schenna. Die Tochter von Heinrich, Christina heiratete vor 1385 Hans II. von Liebenberg und Hohenwart. Ulrich von Annenberg, der das Banner von Österreich führte, fiel 1386 in der Schlacht bei Sempach, der entscheidenden Schlacht zwischen der Eidgenossenschaft und dem Herzogtum Österreich.

### 15. bis 16. Jahrhundert
Der Sohn von Hans, Hans II. von Annenberg, 1404 zusammen mit Heinrich von Rottenburg Stellvertreter Herzog Friedrichs IV., nahm 1423 die Kleinodien der Ursula, Truchsess von Waldburg in Verwahrung. Herzog Friedrich IV. ernannte am 6. Februar 1411 in Innsbruck Peter IV. von Liebenberg und Hohenwart und sein Vetter Hans II. von Annenberg zu Hauptmänner von Riva am Gardasee und des Kastells Tenno. Am 18. November 1423 tritt Hans von Annenberg als Mitglied des Elefantenbundes auf. 1429 wurde er in Brixen von Amtsleuten, die sich gegen den Bischof auflehnten, ermordet. 1456 bekleidete sein Sohn Parzifal von Annenberg das Amt des Burggrafen und Landeshauptmanns an der Etsch. Der zweite Sohn von Hans, Georg von Annenberg war Hauptmann im Vinschgau und der dritte Sohn Anton ein bedeutender Handschriftensammler. 1467 verlieh Bischof Johann von Trient den Brüdern Georg und Anton Annenberger die adlige Höfe Ober- und Nieder-Goldeck sowie den Schallerhof. Sigismund von Annenberg empfing 1515 für sich und seine Vettern noch 1 1/2 Viertel Zehent auf dem Berg Völlan bei Lana, ein Halbhof, ein Zehent in Nals und weitere Güter. Der Sohn von Georg, Hans von Annenberg, diente als Pfleger zu Landeck und 1490 als Oberhofmeister des Erzherzogs Sigismund. Sein Sohn Arbogast von Annenberg erscheint als Viertelhauptmann und Oberst in der Klause Burg Ehrenberg, der sich u. a. in den Türkenkriegen auszeichnete und Ehrenberg 1546 bei einem Angriff des Schmalkaldischen Bundes verteidigte. Der Sohn von Arbogast, Hans von Annenberg war Vogt des Klosters Steinach bei Meran.

### 17. Jahrhundert
Am 9. September 1604 wurde der Sohn von Hans, Matthäus von Annenberg, kaiserlicher Rat und Viertelhauptmann, mit dem Prädikat „Freiherr von Annenberg auf Dornsberg, Herr der Burg Latsch“ in den Reichsfreiherrenstand erhoben. Des Weiteren erhielt er die Erlaubnis sich in das Stammwappen das Herzschild des erloschenen Geschlechts von Griesingen und in das erste und vierte Feld jenes der „Tarant von Donrsberg“ zu setzen. Unter den vielen Kinder Matthäus, besaß Christoph 1636 den Turm in Schlanders als Lehen. Johann Arbogast von Annenberg diente als Kommandant von Glatz und von 1633 bis 1645 als Landeshauptmann der Grafschaft Glatz. Am 26. Februar 1636 erhob ihn Kaiser Ferdinand II. in den Reichsgrafenstand. 1642 erfolgte die gräfliche Immatrikulierung. Erbe wurde sein Sohn Carl Heinrich Reichsgraf von Annenberg, der die Herrschaft Schönfeld 1653 dem Reichsgrafen Michael Ferdinand von Althann käuflich überließ. Die Familie ist 1695 mit Leopold Freiherr von Annenberg, der kinderlos starb, im Mannesstamm erloschen. Annenberg kam mit der Burg Latsch durch Brigitta Gräfin von Annenberg an ihren Ehemann Karl Sigmund von Schlandersberg, der 1696 das erledigte Annenbergische Stammwappen in seinen Herzschild aufnahm. Darauf fiel Schloss Annenberg und weitere Lehen 1702 in Folge des Urteils vom 3. August 1699 durch Erbwegen an den nächsten Verwandten Max Graf von Mohr, für sich und seine Geschwister.

## Wappen
Blasonierung des Stammwappens: „Auf einem schräg verlaufenden Zweig drei aufsitzende rote Rosenblüten.“

## Genealogie (Auswahl)
1. Conrad vom Thurm zu Meran; ⚭ NN
  1. Heinrich I. von Annenberg, 1324 Burggraf; ⚭ NN
    1. Heinrich II. von Annenberg; ⚭ NN
    2. Hans I. von Annaberg; ⚭ NN
      1. Hans II. von Annenberg († 1429), 1411 Hauptmann; ⚭ NN
        1. Parzival von Annenberg, 1447 Landeshauptmann
        2. Georg von Annenberg, Hauptmann; ⚭ NN
          1. Hans III. von Annenberg, 1490 Oberhofmeister; ⚭ NN
            1. Arbogast von Annenberg, Viertelhauptmann; ⚭ NN
              1. Hans IV. von Annenberg, Vogt; ⚭ NN
                1. Matthäus, seit 1604 Freiherr von Annenberg, Viertelhauptmann; ⚭ NN
                  1. Christoph Freiherr von Annenberg
                  2. Johann Arbogast, seit 1636 Graf von Annenberg († 1645), Landeshauptmann; ⚭ NN
                    1. Carl Heinrich Graf von Annenberg (* 1625)
                    2. Maria Maximiliana Gräfin von Annenberg (1629–1664); ⚭ Johann Friedrich Graf von Herberstein
                    3. Johann Arbogast Graf von Annenberg (* 1630)

        3. Anton III. von Annenberg (* um 1420), Handschriftensammler[18]

    3. Anton II. von Annenberg
    4. Conrad von Annenberg; ⚭ 1357 Anna von Eschenlohr
    5. Christina von Annenberg; ⚭ vor 1385 Hans II. von Liebenberg und Hohenwart
      1. Peter IV. von Liebenberg und Hohenwart, 1411 Hauptmann